# Казармете-Лагето (Рим)
Казармете-Лагето је насеље у Италији у округу Рим, региону Лацио.
Према процени из 2011. у насељу је живело 42 становника. Насеље се налази на надморској висини од 23 м.